# Dolmen de la Petite Bretèche
Le dolmen de la Petite Bretèche est un dolmen situé sur la commune de Machecoul dans le département de la Loire-Atlantique.

## Description
L'édifice comporte un couloir large de 1,50 à 2 m, orienté est-ouest, délimité par des blocs de schiste, grès et quartz. Il comporte deux tables de couverture de respectivement 1,30 m sur 1,50 m et 1,55 m par 1,40 m. Il pourrait s'agir d'un dolmen de type transepté, du même type que ceux de Pornic.
Désormais situé à 3 m d'altitude dans le Marais breton, il est un témoin de la remontée des eaux due à la Transgression flandrienne.